# Teton Village
Teton Village é uma Região censo-designada localizada no estado norte-americano de Wyoming, no Condado de Teton.

## Demografia
Segundo o censo norte-americano de 2000, a sua população era de 175 habitantes.

## Geografia
De acordo com o United States Census Bureau tem uma área de
13,0 km², dos quais 13,0 km² cobertos por terra e 0,0 km² cobertos por água. Teton Village localiza-se a aproximadamente 1929 m acima do nível do mar.

## Localidades na vizinhança
O diagrama seguinte representa as localidades num raio de 40 km ao redor de Teton Village.